# Мисс Интернешнл 2005

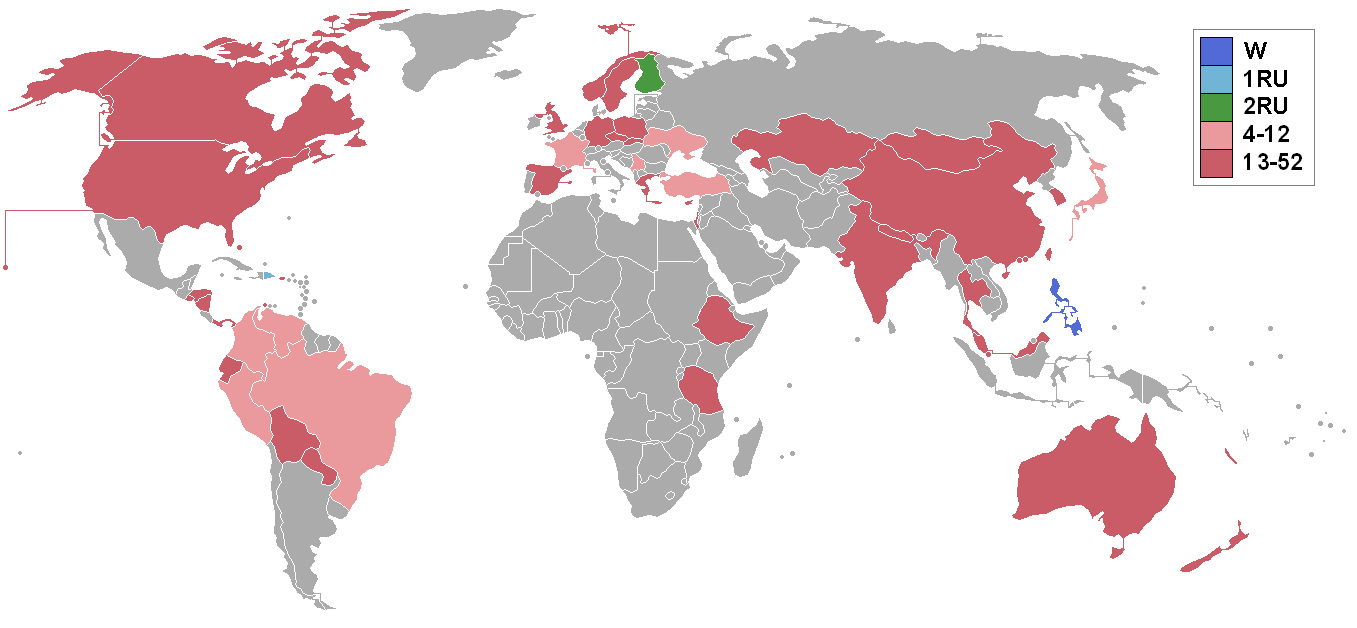
Страны-участницы Мисс Интернешнл

Мисс Интернешнл 2005 (англ. Miss International 2005) — 45-й международный конкурс красоты Мисс Интернешнл, проведённый 26 сентября 2005 года в Токио (Япония), который выиграла Лара Куигаман из Филиппин.

## Финальный результат
| Финальные результаты | Участница |
| -------------------- | --- |
| Мисс Интернешнл 2005 | - Филиппины — Лара Куигаман |
| 1-я вице-мисс        | - Доминиканская Республика — Ядира Геара Гури |
| 2-я вице-мисс        | - Финляндия — Сузанна Лэйн |
| Полуфиналистки       | - Бразилия — Ариан Коломбо - Колумбия — Диана Арбелаэс - Франция — Синтия Тевер - Япония — Наоми Ишизака - Перу — Ванесса Лопес Вера - Сербия и Черногория — Санжа Милжанич - Турция — Себнем Асаде - Украина — Мария Жукова - Венесуэла — Андре Гомес |

### Специальные награды
| Награда                    | Учатница                     |
| -------------------------- | ---------------------------- |
| Лучший Национальный Костюм | - Танзания — Маргарет Уилсон |
| Мисс Дружба                | - Гонконг — Куини Чу         |
| Мисс Фотогеничность        | - Китай — Янг Ли             |

## Участницы
| - Аруба — Gita van Bochove - Австралия — Natalie Gillard - Багамские Острова — Brianna Clarke (World '04) - Боливия — Гретель Мария Стели Парада (Coffee '06) - Бразилия — Ариана Коломбо - Канада — Микаэла Смит - Китай — Yang Li (杨丽) - Колумбия — Диана Патрисия Арбелаэс Гонсалес - Кипр — Charis Dimitriou - Чехия — Petra Machackova - Доминиканская Республика- Yadira Geara Cury (Mesoamerica '04, Latin America '04, 1sgt RU Coffee '05) - Эквадор — Бьянка Мария Саламе Авилес - Сальвадор — Ана Саидия Пальма Ребольо (Mesoamerica '04, 1st RU Teen Int’l '04) - Эфиопия — Dina Fekadu Mosissa (Tourism Intercontinental '05, SF Universe '06) - Финляндия — Susanna Laine - Франция — Синтия Тевер - Германия — Анника Пинтер - Греция — Panagiota Perimeni - Гондурас — Ингрид Лопес - Гонконг — Queenie Chu(World '04) - Индия — Vaishali Desai - Израиль — Moran Gerbi - Япония — Naomi Ishizaka - Казахстан — Antontseva Segeevna - Республика Корея — Lee Kyoung-eun - Макао — Zheng Ma | - Малайзия — Winnie Chan Wai Ling - Монголия — Gantogoo Bayaarkhuu (Earth '10) - Непал — Nisha Adhikary - Новая Каледония — Lesley Delrieu - Новая Зеландия — Ellie Bloomfield - Никарагуа — Даниела Рехина Клерк (Universe '05) - Норвегия — Каролина Наккен (SF Europe '06) - Панама — Лусия Грасиела Матаморос Самудио - Парагвай — Лис Консепсьон Сантакрус Амарилья - Перу — Ванесса Лопес Вера Тудела - Филиппины — Precious Lara Quigaman - Польша — Monika Szeroka - Пуэрто-Рико — Динора Кольясо - Сербия и Черногория — Sanja Miljanic - Сингапур — Catherine Tan - Словакия — Lucia Debnarova - Испания — Мария дель Пилар Домингес - Швеция — Cecilia Zatterlöf Harbo Kristensen (SF Europe '06, Earth '06) - Китайская Республика — Li Yen Chin (李妍瑾) - Танзания — Margareth Wilson Kiguha Chacha (Tourism Queen Int’l '06) - Таиланд — Sukanya Pimmol - Турция — Şebnem Azade - Украина — Мария Жукова - Великобритания — Amy Guy (SF World-Wales '04) - США — Anna Ward - Венесуэла — Андреа Гомес(Sudamericana '04) |

## Заметки конкурса по странам

### Дебютанты
- Казахатстан, Макау и Танзания впервые участвовали в Мисс Интернешнл.

### Повторное участие стран в конкурсе после перерыва
- Парагвай последний раз участвовала 1998 году.
- Гондурас, Непал и Тайвань последний раз участвовала на Мисс Интернешнл 2000.
- Никарагуа and Sweden последний раз участвовала Miss International 2002.
- Новая Зеландия последний раз участвовала Мисс Интернешнл 2003.

### Отказались от участия
| - Ангола - Чили - Коста-Рика - Египет - Гавайи - Венгрия - Исландия - Латвия | - Ливан - Мексика - Северные Марианские Острова - Румыния - Россия - Сенегал - Тунис - Замбия |

## Сведения о конкурсантках
- Багамы, Гонконг и Великобритания соревновались на Miss Мира 2004 в Сания, КНР. Великобритания приняла участие от лица Уэльса и закончила участие в полуфинале после победы на быстрых событиях дорожки Miss World Sports.
- Эфиопия был полуфиналистом на Мисс Вселенная 2006, который проходил в Лос-Анджелес, Калифорния, США.
- Никарагуа приняла участие в Мисс Вселенная 2005, который проходил в Бангкоке, Таиланд, но не взяла никакого места.
- Норвегия и Швеция вместе соревновались на Мисс Европа 2006, где оба стали полуфиналистами. Также Швеция участвовала на Мисс Земля 2006, проводимый в Маниле, Филиппины, но не взяла никакого места.
- Филиппины завоёвывала титул Мисс Интернешнл 4 раза, что делает эту страну наиболее успешной среди азиатских стран и вторым самым успешным после Венесуэлы, который выиграл свой пятый титул в следующем году.